# Goeppertia tuberosa
Goeppertia tuberosa é uma espécie de  planta do gênero Goeppertia e da família Marantaceae. 

## Taxonomia
A espécie foi descrita em 2012 por Stella Suárez e Finn Borchsenius. 
Os seguintes sinônimos já foram catalogados:  
- Thalia tuberosa  Vell.
- Calathea neoviedii  Petersen
- Goeppertia neoviedii  (Petersen) Borchs. & S.Suárez
- Calathea tuberosa  (Vell.) Körn.

## Forma de vida
É uma espécie terrícola e herbácea. 

## Descrição
Ervas, 0,2-0,4 m
altura. Lâmina foliar não ornamentada, verde. Brácteas vináceas ou alvas com ápice verde, cálice e corola alvos.  

## Conservação
A espécie faz parte da Lista Vermelha das espécies ameaçadas do estado do Espírito Santo, no sudeste do Brasil. A lista foi publicada em 13 de junho de 2005 por intermédio do decreto estadual nº 1.499-R. 

## Distribuição
A espécie é endêmica do Brasil e encontrada nos estados brasileiros de Espírito Santo e Rio de Janeiro. 
A espécie é encontrada no domínio fitogeográfico de Mata Atlântica, em regiões com vegetação de floresta ombrófila pluvial e restinga.